# Ottomar Cludius

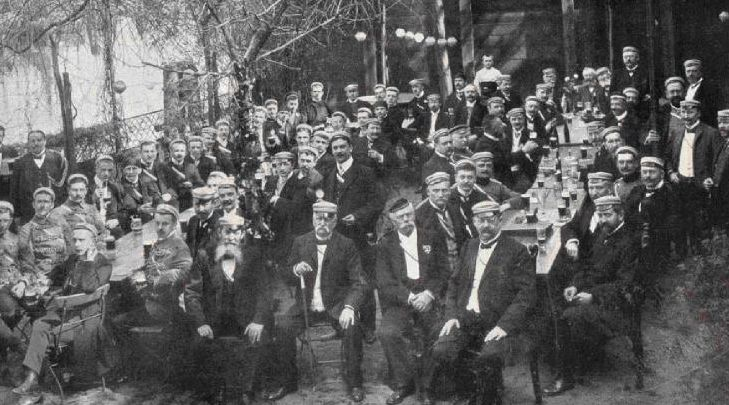
Masuren, vorn rechts Cludius (1907)

Ottomar Cludius (* 9. Mai 1850  Schirwindt, Kreis Pillkallen; † 26. Juli 1910 in Königsberg i. Pr.) war ein deutscher Gymnasiallehrer in Königsberg.

## Leben
Als Arztsohn besuchte Cludius das Kgl. Gymnasium Lyck. Nach dem Abitur studierte er an der Albertus-Universität Königsberg, der Universität Leipzig und der Friedrich-Wilhelms-Universität zu Berlin Geschichte und Geografie. Nach dem Staatsexamen absolvierte er das Probejahr an der Friedrichsschule Gumbinnen und der Burgschule (Königsberg). Hier blieb er 31 Jahre. Nach vier Jahren als Hilfslehrer wurde er 1882 fest angestellt und im Laufe der Zeit zum Oberlehrer und Oberrealschulprofessor befördert. 

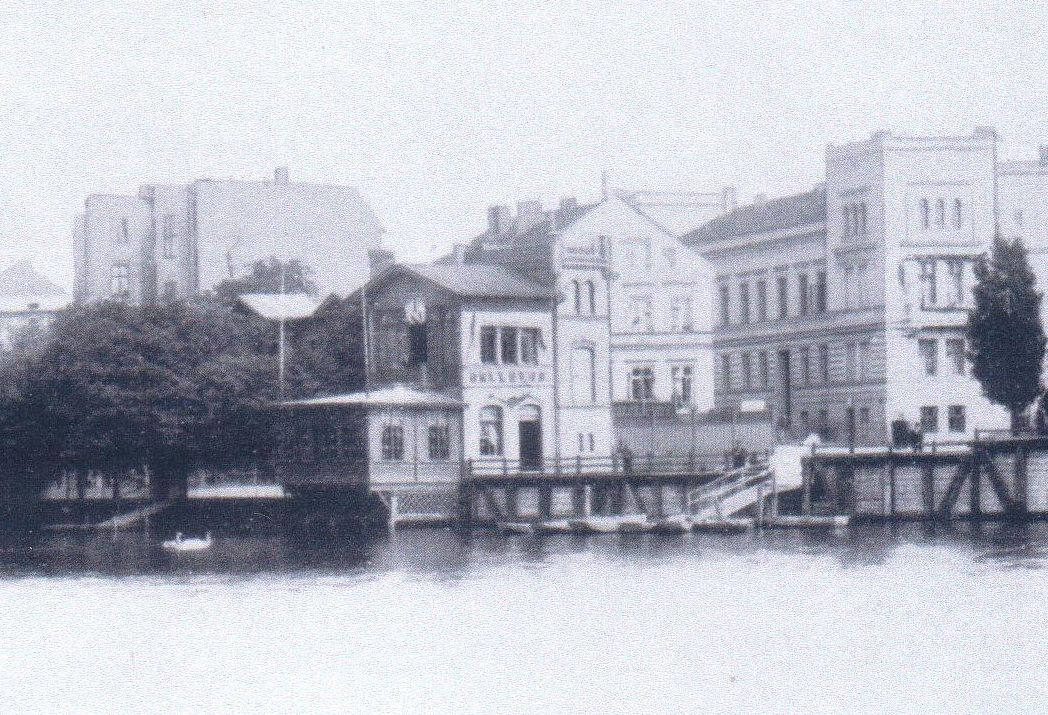
Bellevue am Königsberger Schlossteich

Seit dem Sommersemester 1871 Mitglied des Corps Masovia, war er von 1883 bis zu seinem Tod 1910 Mitglied der neu geschaffenen Vertrauenskommission und über ein Jahrzehnt verdienstvoller Schatzmeister der Altherrenkasse.  Mit Carl Böttcher sorgte er für die jahrelange Begleichung der exorbitanten CC-Schulden bei Lieferanten und Gastwirten, besonders beim Wirt des Bellevue. Allein die Witwe von Ludwig Kersandt stiftete 3.000 Mark (1871). Viermal gab er die (schon damals berühmten) Mitgliederverzeichnisse des Corps heraus.

„Cludius war temperamentvoll, rasch im Wort, konnte bei größeren Ausgaben für das aktive Corps leicht in eine erregte Stimmung kommen und seinem Unwillen über die „unerhörten Zumutungen“ kräftigen Ausdruck geben. Er meinte es im Grunde herzensgut, sah nur nicht, daß er für eine verlorene Sache focht, nämlich seiner Kasse vielleicht doch einmal zu einem Plus statt des ewigen Minus zu verhelfen. Am besten war es wohl, wenn der Aktive, welcher von ihm Geld zu holen hatte, alles zugab, Besserung fürs Corps gelobte, um dann zur Versöhnung mit dem Alten Herrn ein Glas Grog zu trinken. Dieser Burgfriede hielt freilich nicht allzulange vor, neue Rechnungen für die A.H.-Kasse waren ja schon lange unterwegs.“

## Werke
- Vom Frieden zu Aachen bis zum Neutralitätsvertrag von Westminster. Beiträge zur Politik dieser Zeit (1748–1756). Königsberg 1888.